# Menhir d'Odensvi
Le menhir d'Odensvi est un menhir situé près d'Odensvi (sv), un village du comté de Kalmar, en Suède.

## Situation
Le monolithe se dresse dans un pré situé dans le hameau de Boda, à environ dix kilomètres au nord-ouest d'Odensvi ; il se trouve à proximité d'une route de campagne qui relie Boda au hameau de Mulestad.

## Description
Le menhir mesure 3,80 m de hauteur pour 0,90 m de largeur et 0,50 m d'épaisseur ; il daterait de l'Âge du bronze ou de l'Âge du fer.